# ボルノレキサント
ボルノレキサント（英: Vornorexant）は、不眠症および睡眠時無呼吸症候群の治療のために開発中のオレキシン受容体拮抗薬 。オレキシン受容体OX 1およびOX 2の両受容体を拮抗する。大正製薬により自社創製され、開発されている。2024年9月12日 、大正製薬はボルノレキサントを「不眠症」の適応で厚生労働省に製造販売承認申請を行った。日本におけるオレキシン受容体拮抗薬としては、4剤目の申請となった。商品名は「ボルズィ」。臨床試験時の開発コードはORN-0829 および TS-142。

## 概要
ボルノレキサントの血中濃度は2.5時間でピークに到達し、半減期は1.3〜3.3時間である。早い血中濃度の立ち上がりと短い半減期により、入眠をしやすく、また翌日の眠気などの副作用を軽減することを目指して設計されている。

## 歴史
- 2024年
  - 9月12日 - 大正製薬はボルノレキサントを「不眠症」の適応で厚生労働省に製造販売承認申請を行った[6][7][9]。
- 2025年
  - 1月24日 - 大正製薬とMeiji Seika ファルマが、ボルノレキサントの国内販売権許諾契約を締結したと発表[10]。大正製薬が製造販売承認を取得し、両社が国内での販売および医療機関への情報提供活動を共同で実施することとなった[10]。
  - 7月31日 - 厚生労働省の薬事審議会・医薬品第一部会はボルノレキサントの承認を了承[8]。

## 臨床試験

### 第3相臨床試験
TS142-301試験
- 試験デザイン

多施設共同無作為化プラセボ対照並行群間比較試験として実施した。被験者は不眠症患者596例。ボルノレキサント5mgもしくは10mgか、プラセボを1日1回、2週間投与した。主要評価項目は、患者自身による睡眠日誌を用いて就床から眠りにつくまでの時間を評価する「sSL」を設定。副次評価項目は、睡眠日誌で就床時間のうち睡眠時間が占める割合を評価する「sSE」を設定。ベースラインからの変化を検証した。
- 結果

sSLとsSEのいずれも、統計学的に有意に改善した。安全性面でも、確認された有害事象のほとんどが軽度で、重篤なものは認められなかった。主な有害事象には傾眠があり、5mg群で3.1％、10mg群で3.6％、プラセボ群で1.5％認められた。

## 論文
- 前臨床試験結果： “Preclinical metabolism and the disposition of vornorexant/TS-142, a novel dual orexin 1/2 receptor antagonist for the treatment of insomnia”. 2024年9月22日閲覧。 Pharmacology Research & Perspectives Published:15 March 2024
- 第Ⅰ相臨床試験結果： “Pharmacokinetics, pharmacodynamics and safety profile of the dual orexin receptor antagonist vornorexant/TS-142 in healthy Japanese participants following single/multiple dosing: Randomized, double-blind, placebo-controlled phase-1 studies”. 2024年9月22日閲覧。 Basic & Clinical Pharmacology & Toxicology  Published:10 August 2023
- 第Ⅱ相臨床試験結果： “Effects of TS-142, a novel dual orexin receptor antagonist, on sleep in patients with insomnia: a randomized, double-blind, placebo-controlled phase 2 study”. 2024年9月22日閲覧。 Psychopharmacology published  17 March 2022